# Martin Kirketerp Ibsen
Martin Kirketerp Ibsen, né le 13 juillet 1982, est un skipper danois.

## Carrière
Martin Kirketerp Ibsen participe aux Jeux olympiques d'été de 2008 à Pékin et remporte la médaille d'or dans la catégorie du 49er avec Jonas Warrer.